# Dick Mehen
Richard Peter "Dick" Mehen (nacido el 20 de mayo de 1922 en Wheeling, Virginia Occidental, y fallecido el 14 de diciembre de 1986 en North Olmsted, Ohio) fue un jugador de baloncesto estadounidense que disputó tres temporadas en la NBA, y una más en la NBL. Con 1,96 metros de estatura, jugaba en la posición de ala-pívot.

## Trayectoria deportiva

### Universidad
Jugó durante su etapa universitaria con los Volunteers de la Universidad de Tennessee, interrumpida por la Segunda Guerra Mundial, junto con su hermano Bernie, siendo elegido en 1942 y 1943 en el mejor quinteto de la Southeastern Conference.

### Profesional
Tras jugar una temporada en los Toledo Jeeps de la NBL, fue traspasado junto con Harry Boykoff a los Waterloo Hawks, donde en su primera temporada promedió 13,6 puntos por partido y fue incluido en el mejor quinteto del campeonato, Al año siguiente el equipo accedió a la NBA, y en esa temporada fue el máximo anotador del equipo, promediando 14,2 puntos por partido, terminando con el segundo mejor porcentaje de tiros de campo de toda la liga.
Tras la desaparición del equipo, fue adquirido por los Baltimore Bullets, quienes poco después de comenzada la temporada lo traspasaron a los Boston Celtics junto con Brady Walker a cambio de Kenny Sailors, siendo poco después enviado a Fort Wayne Pistons a cambio de Bob Harris. Allí acabó la temporada promediando 6,5 puntos y 2,8 rebotes por partido.
Al año siguiente fue enviado junto con Howie Schultz a los Milwaukee Hawks a cambio de Frank Brian, donde jugaría su última temporada como profesional, siendo titular indiscutible, y uno de los mejores anotadores de su equipo, promediando 10,8 puntos y 4,3 rebotes por encuentro.

## Estadísticas de su carrera en la NBA

### Temporada regular
| Temporada | Edad | Equipo             | Liga | P   | TIT | MIN  | TC  | TCA  | %TC  | 3P | 3PA | %3P | TL  | TLA | %TL  | R.OF. | R.DEF. | REB | ASIS | ROB | TAP | PER | FP  | PTS  |
| 1949-50   | 27   | Waterloo Hawks     | NBA  | 62  |     |      | 5.6 | 13.3 | .420 |    |     |     | 3.2 | 4.5 | .705 |       |        |     | 3.1  |     |     |     | 3.3 | 14.4 |
| 1950-51   | 28   | TOTAL              | NBA  | 66  |     |      | 2.9 | 8.1  | .361 |    |     |     | 1.4 | 1.9 | .732 |       |        | 3.4 | 1.8  |     |     |     | 2.3 | 7.2  |
| 1950-51   | 28   | Baltimore Bullets  | NBA  | 16  |     |      | 3.6 | 10.6 | .335 |    |     |     | 2.3 | 3.2 | .725 |       |        | 4.8 | 3.4  |     |     |     | 2.6 | 9.4  |
| 1950-51   | 28   | Boston Celtics     | NBA  | 7   |     |      | 2.4 | 7.4  | .327 |    |     |     | 1.4 | 2.1 | .667 |       |        | 3.7 | 1.6  |     |     |     | 2.0 | 6.3  |
| 1950-51   | 28   | Fort Wayne Pistons | NBA  | 43  |     |      | 2.7 | 7.2  | .381 |    |     |     | 1.0 | 1.3 | .754 |       |        | 2.8 | 1.2  |     |     |     | 2.2 | 6.5  |
| 1951-52   | 29   | Milwaukee Hawks    | NBA  | 65  |     | 35.3 | 4.5 | 12.7 | .356 |    |     |     | 1.8 | 2.6 | .701 |       |        | 4.3 | 2.6  |     |     |     | 3.2 | 10.8 |
| Total     |      |                    | NBA  | 193 |     | 35.3 | 4.3 | 11.3 | .381 |    |     |     | 2.1 | 3.0 | .709 |       |        | 3.9 | 2.5  |     |     |     | 2.9 | 10.7 |

### Playoffs
| Temporada | Edad | Equipo             | Liga | P | MIN | TCA | TC | 3PA | 3P | TLA | TL | R.OF. | REB | ASIS | ROB | TAP | PER | FP | PTS | %TC  | %3P | %FT  | MIN | PTS | REB | AST |
| 1950-51   | 28   | Fort Wayne Pistons | NBA  | 3 |     | 12  | 29 |     |    | 2   | 4  |       | 14  | 3    |     |     |     | 9  | 26  | .414 |     | .500 |     | 8.7 | 4.7 | 1.0 |
| Total     |      |                    | NBA  | 3 |     | 12  | 29 |     |    | 2   | 4  |       | 14  | 3    |     |     |     | 9  | 26  | .414 |     | .500 |     | 8.7 | 4.7 | 1.0 |